# 贡德尔斯海姆 (卡尔斯鲁厄县)
贡德尔斯海姆（德語：Gondelsheim）是德国巴登-符腾堡州的市镇，属于卡尔斯鲁厄行政区卡尔斯鲁厄县。该市镇总面积为14.86平方千米，截至2023年12月31日总人口为4,164人。